# Zhao Ming
Zhao Ming (赵明S, Zhào MíngP; Yangzhou, 20 gennaio 1915 – 4 settembre 1999) è stato un regista cinese.

## Biografia
Nato come Zhao Bingzhang (赵炳章S, Zhào BǐngzhāngP), iniziò la carriera nel cinema nel 1934 ed entrò a fare parte della Shanghai Star Film Company nel 1936. Negli anni della guerra sino-giapponese tra il 1937 e il 1938 fu molto attivo nella propaganda anti-giapponese. Nel 1947 entrò alla Kunlun Film Company, con la quale realizzò il suo film più significativo, Un orfano chiamato San Mao (三毛流浪记S, Sān Máo liúlàng jìP) del 1949, diretto in collaborazione con Yan Gong, primo adattamento del popolare fumetto San Mao di Zhang Leping. Nel 1950 fu nominato direttore dello Shanghai Film Studio e dal 1960 fu vice-presidente della Shanghai Film Academy. Al 1964 risale un altro dei suoi film più noti, Nianqing de yidai (年青的一代S, Niánqīng de yīdàiP, lett. "La nuova generazione"); da quello stesso anno è stato professore all'accademia di cinema di Pechino.

## Filmografia parziale
- Un orfano chiamato San Mao (三毛流浪記T, 三毛流浪记S, Sān Máo liúlàng jìP), con Yan Gong (1949)
- Fengliu renwu shu jinzhao (风流人物数今朝S, Fēngliú rénwù shù jīnzhāoP), con Jiang Junchao e Yu Zhongying (1960)
- Nianqing de yidai (年青的一代S, Niánqīng de yīdàiP) (1964)